# Villers-aux-Vents
Villers-aux-Vents és un municipi francès situat al departament del Mosa i a la regió del Gran Est. L'any 2007 tenia 134 habitants.

## Demografia

### Població
El 2007 la població de fet de Villers-aux-Vents era de 134 persones. Hi havia 44 famílies, de les quals 8 eren unipersonals (8 dones vivint soles i 8 dones vivint soles), 12 parelles sense fills i 24 parelles amb fills.
La població ha evolucionat segons el següent gràfic:
Habitants censats

### Habitatges
El 2007 hi havia 49 habitatges, 46 eren l'habitatge principal de la família, 1 era una segona residència i 2 estaven desocupats. 48 eren cases i 1 era un apartament. Dels 46 habitatges principals, 41 estaven ocupats pels seus propietaris i 5 estaven llogats i ocupats pels llogaters; 1 tenia dues cambres, 1 en tenia tres, 11 en tenien quatre i 33 en tenien cinc o més. 45 habitatges disposaven pel capbaix d'una plaça de pàrquing. A 10 habitatges hi havia un automòbil i a 34 n'hi havia dos o més.

### Piràmide de població
La piràmide de població per edats i sexe el 2009 era:
| Homes | Edats   | Dones |
| ----- | ------- | ----- |
| 0     | 95 o +  | 0     |
| 0     | 90 a 94 | 0     |
| 0     | 85 a 89 | 4     |
| 0     | 80 a 84 | 0     |
| 0     | 75 a 79 | 0     |
| 4     | 70 a 74 | 4     |
| 0     | 65 a 69 | 0     |
| 8     | 60 a 64 | 0     |
| 0     | 55 a 59 | 4     |
| 0     | 50 a 54 | 4     |
| 0     | 45 a 49 | 0     |
| 0     | 40 a 44 | 4     |
| 4     | 35 a 39 | 8     |
| 4     | 30 a 34 | 4     |
| 8     | 25 a 29 | 4     |
| 0     | 20 a 24 | 0     |
| 4     | 15 a 19 | 4     |
| 0     | 10 a 14 | 4     |
| 0     | 5 a 9   | 8     |
| 4     | 0 a 4   | 4     |

## Economia
El 2007 la població en edat de treballar era de 88 persones, 70 eren actives i 18 eren inactives. De les 70 persones actives 64 estaven ocupades (35 homes i 29 dones) i 6 estaven aturades (3 homes i 3 dones). De les 18 persones inactives 8 estaven jubilades, 7 estaven estudiant i 3 estaven classificades com a «altres inactius».
Activitats econòmiques
Dels 2 establiments que hi havia el 2007, 1 era d'una empresa alimentària i 1 d'una empresa financera.
L'any 2000 a Villers-aux-Vents hi havia 11 explotacions agrícoles que ocupaven un total de 567 hectàrees.

## Poblacions més properes
El següent diagrama mostra les poblacions més properes.